# Zapadni pokrajnini

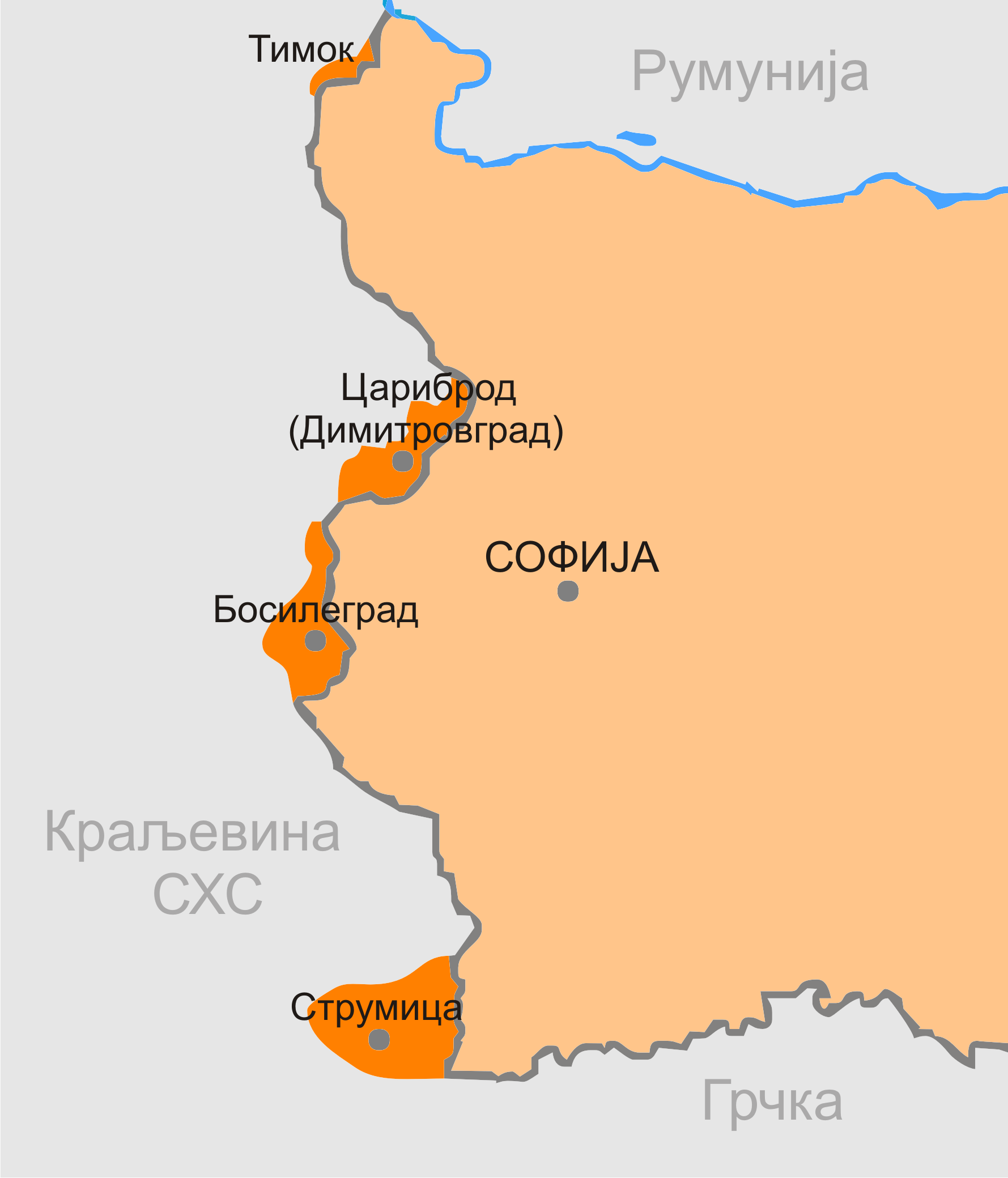
Mapa

Zapadni pokrajnini (Западни покрайнини) je termín používaný v Bulharsku pro území, která byla součástí bulharského státu do roku 1919, kdy je Neuillyská smlouva přiřkla Království Srbů, Chorvatů a Slovinců. Jde o čtyři vzájemně nesouvisející oblasti, z nichž 1545 km² patří v současnosti Srbsku a 1028 km² Severní Makedonii. Největšími městy jsou Dimitrovgrad (Srbsko) (Caribrod), Bosilegrad a Strumica, většina obyvatel se hlásí k bulharské národnosti (Šopové) a mají vzdělávací a kulturní instituce v bulharštině. Mezi dvěma světovými válkami zde působila iredentistická organizace VZRO (Вътрешна западнопокрайска революционна организация). V letech 1941 až 1944 byla oblast znovu připojena k Bulharsku. V roce 1947 Jugoslávie přislíbila v Bledské dohodě navrácení území pod bulharskou správu, ale roztržka mezi Titem a Stalinem uskutečnění plánu zabránila.